# Рвач (филм)
Рвач је амерички филм из 2008. који је режирао Дарен Аронофски. Главне улоге тумаче Мики Рорк, Мариса Томеј и Еван Рејчел Вуд. Продукција је почела у јануару 2008. и Fox Searchlight Pictures је стекао права за дистрибуцију филма у САД; приказан је 17. децембра 2008.
Рорк игра остарелог професионалног рвача који наставља да изводи мечеве у покушају да се ослони на врхунац славе из 1980-их упрокс слабом здрављу, док истовремено покушава да поправи однос са својом отуђеном кћерком, и заведе стрптизету.
Филм је добио награду Златни лав на Филмском фестивалу у Венецији августа 2008. Филмски критичар Роџер Иберт га је назвао једним од најбољих филмова те године, док је на стајту Rotten Tomatoes забележено да су 98% критика позитивне. За своју улогу, Рорк је добио БАФТА награду, Златни глобус, и номинацију за Оскара за најбољег главног глумца. Томеј је такође номинована за Оскара за најбољу споредну глумицу.
Брус Спрингстин је аутор песме The Wrestler, која се чује у одјавној шпици.

## Улоге
- Мики Рорк - Ранди „Рем“ Робинсон
- Мариса Томеј - Пем/Касиди
- Еван Рејчел Вуд - Стефани
- Марк Марголис - Лени
- Тод Бери - Вејн
- Џуда Фридлендер - Скот
- Ернест Милер - Боб/ „Ајатолах